# سید جعفر نادری
سید جعفر نادری (متولد ۱۹۶۵) یک هزارهٔ اسماعیلی است که در اوایل دهه ۱۹۹۰ ولایت بغلان افغانستان را کنترل می‌کرد. وی در کیان بغلان به دنیا آمد و به سید کیان نیز معروف است. او فرزند سید منصور نادری، معاون قبلی رئیس‌جمهور افغانستان است، سید جعفر نادری در سن ۱۰ سالگی پس از زندانی سیاسی شدن پدرش در انگلستان به مکتب رفت. او در ۱۳ سالگی به ایالات متحده فرستاده شد و در آنجا به جف نادری معروف شد.
او مدتی به عنوان مشاور امنیتی معاون اول رئیس‌جمهور عبدالرشید دوستم منصوب بود.

## زندگی‌نامه
قبل از اینکه پدرش او را به افغانستان فرابخواند، او در آلن‌تاون، پنسیلوانیا زندگی می‌کرد، در یک گروه موسیقی هوی متال درام می‌نواخت و یک ورزشکار بود. مستند ساز امریکایی به اسم جیف هارمون،‌ مستندی را زیر نام جنگ سالار کیان (Warlord of Kayan) در سال ۱۹۸۹ میلادی تولید کرد که حکایت کننده بخشی از داستان زندگی سید جعفر نادری در جبهات جنگ در شمال افغانستان است. او پس از اینکه از  آلن‌تاون، پنسیلوانیا به افغانستان برگشت، فرمانده نظامی برای ۱۲۰۰۰ سرباز وفادار به پدرش سید منصور نادری تعیین شد و الی سقوط بغلان، کیان به دست طالبان در سال ۱۹۹۸، مشغول کار زار نظامی و سیاسی در شمال افغانستان بود. 
به گزارش کتاب خطرناک‌ترین مکان‌های جهان، جعفر زمانی که به افغانستان بازگشت ثروتمند بود. او را یکی از وحشی‌ترین و بدنام‌ترین جنگ سالاران کشور می‌دانند.
همچنین از او نقل شده‌است که او برای کمک به مردم بغلان و سایر نقاط کشور آمده‌است و با الهام از پدر و پدربزرگش که به حفاظت از افغانستان کمک کردند، جان خود را برای کمک به مردمش به خطر انداخته است.
در زمان اشغال افغانستان توسط شوروی، جعفر نماینده بغلان شد. ارتش او با شوروی جنگید و جریانی از پناهندگان را به وجود آورد که به پاکستان گریختند. تعداد کمی تا پس از سقوط حکومت طالبان بازگشتند.
بر اساس گزارش‌ها، لشکر ۸۰ (افغانستان) از شبه نظامیان قبایل در نیمهٔ دوم جنگ شوروی-افغانستان تشکیل شد. در سال ۱۹۸۹ این تشکیلات عمدتاً در ولایت بغلان، تحت فرماندهی جعفر ۲۵ ساله بود.
جعفر موضوع مستند «سپه‌سالار کیان» به تهیه کنندگی و کارگردانی جف بی هارمون در سال ۱۹۸۹ بود. این فیلم برنده جایزه گلدن گیت در جشنواره بین‌المللی فیلم سانفرانسیسکو شد.

## پیشینه سیاسی خانوادگی
سید جعفر نادری از یک پیشینه خانوادگی بسیار سیاسی است. پدرش سید منصور نادری در ۵۰ سال گذشته رهبر مذهبی و سیاسی بخش اسماعیلیان افغانستان بوده‌است. سعادت منصور نادری برادر کوچکتر جعفر که یک تاجر است از سوی رئیس‌جمهور اشرف غنی احمدزی برای پست وزارت شهرسازی معرفی شد. فرخنده زهرا نادری، خواهر کوچکتر سید جعفر، نماینده پارلمان افغانستان و از فعالان حقوق شناخته‌شده در این کشور است. سید داوود نادری، پسر عموی وی، یکی دیگر از نمایندگان پارلمان بود که از ولایت قندوز انتخاب شد.